# بروسيديس
بروسيديس: هي شركة إنتاج رسوم متحركة فرنسية، أسسها ألبرت باريل في ستينيات القرن العشرين. اشتهرت شركة بروسيديس بانتاج سلاسل كان يا ما كان، والتي أنتج منها 7 أجزاء. بيعت سلاسل الرسوم المتحركة التي أنتجتها في أكثر من 100 دولة حول العالم.

## أشهر الأعمال
- كان يا ما كان الحياة.
- كان يا ما كان عجائب الفضاء.
- كان يا ما كان المكتشفون.
- كان يا ما كان العالم الجديد.

## وصلات خارجية
- بروسيديس على موقع IMDb (الإنجليزية)
- بروسيديس على موقع ANN company (الإنجليزية)

- الموقع الرسمي